# Naria ocellata
Naria ocellata – gatunek porcelanki. Osiąga od 14 do 32 mm, standardowo około 20–25 mm. Jest to średnio pospolity gatunek porcelanki o ciekawym zabarwieniu i fakturze muszli.

## Występowanie
Tereny występowania Naria ocellata to pas od Zatoki Perskiej poprzez Zatokę Omańską aż po Indie i Sri Lankę – w porównaniu do terytoriów zamieszkanych przez większość porcelanek rejonu indopacyficznego jest to niewielki obszar.